# 11846 Verminnen
11846 Verminnen eller 1987 SE3 är en asteroid i huvudbältet som upptäcktes den 21 september 1987 av den belgiske astronomen Eric W. Elst vid La Silla-observatoriet. Den är uppkallad efter den belgiske artisten Johan Verminnen.
Asteroiden har en diameter på ungefär 4 kilometer.